# Cabinet Seidel II
Le second cabinet de Hanns Seidel était le gouvernement du Land de Bavière du 9 décembre 1958 au 22 janvier 1960, ce qui en fait le huitième gouvernement fédéré bavarois d'après-guerre.
Dirigé par le chrétien-social Hanns Seidel, il était soutenu par une coalition entre l'Union chrétienne-sociale en Bavière (CSU), le Parti libéral-démocrate (FDP) et le Bloc des réfugiés (GB/BHE).

## Composition
| Fonction                                       | Titulaire | Titulaire        | Parti  | Secrétaire d'État  |
| ---------------------------------------------- | --------- | ---------------- | ------ | ------------------ |
| Ministre-président                             |           | Hanns Seidel     | CSU    |                    |
| Vice-ministre-président Ministre des Finances  |           | Rudolf Eberhard  | CSU    | Franz Lippert (de) |
| Ministre de l'Intérieur                        |           | Alfons Goppel    | CSU    | Heinrich Junker    |
| Ministre de la Justice                         |           | Albrecht Haas    | FDP    | Josef Hartinger    |
| Ministre de l'Économie et des Transports       |           | Otto Schedl      | CSU    | Willi Guthsmuths   |
| Ministre de l'Agriculture et des Forêts        |           | Alois Hundhammer | CSU    | Erich Simmel       |
| Ministre de l'Enseignement et de la Culture    |           | Theodor Maunz    | CSU    | Fritz Staudinger   |
| Ministre du Travail et de l'Assistance sociale |           | Walter Stain     | GB/BHE | Paul Strenkert     |